# 태의
태의(太醫)는 궁궐 안에서 임금이나 그 일족의 병을 치료하던 의원이다. 태의는 전의감, 내의원 등에 속한다. 태의의 우두머리를 수태의, 줄여서 수의(首醫)라고 하였다.
고려 시대에는 태의, 조선 시대에는 어의(御醫)라 불렸다. 또한 시의(侍醫)라는 호칭도 쓰였다. 조선 시대에서 어의로 이름을 떨친 사람으로는 허준(許浚), 고종
의 어의이며 한국 최초의 외국인 시의였던 호레이스 알렌이 있다. 